# Blütenbrunnen (Weimar)
Der Blütenbrunnen in Weimar war ein Laufbrunnen, der sein Wasser über das Rabenwäldchen erhielt. Er befand sich an der Ecke Frauentorstraße/Schillerstraße.
Die stilisierten Blumen gaben dem Brunnen seinen Namen. In einem flachen, grauschwarzen Brunnenbecken aus Kunststein ragten fünf außermittig verteilte blütenförmige Wasserspender aus farbig glasierter Fayence empor. Die Brunnenschalen, die die Blüten darstellten, saßen dabei auf unterschiedlich langen Brunnensäulen, die die Blumenstängel symbolisieren sollten. So lief das Wasser kaskadenartig über die Brunnenschalen in das Becken.
Der 1970 von Helmut Steindorf und Eberhard Heiland geschaffene Blütenbrunnen bestand nur zehn Jahre, da das Brunnenbecken für den Standort zu groß dimensioniert war und das Fayencematerial sich für diese Nutzung nicht eignete. Ähnliche Erfahrungen wurden beispielsweise auch in Naumburg (Saale) am dortigen Holzmarkt gemacht. Fayencestücke des Brunnens wurden beim Aushub der Baugrube Karlstraße 9 wiedergefunden. Dort befand sich vormals die Brunnenmeisterei, die diese in Verwahrung genommen hatte. Diese Teile befinden sich jetzt im Depot des Stadtmuseums Weimar.